# Rochusbuurt
De Rochusbuurt is een buurt in het stadsdeel Stratum in de stad Eindhoven, in de Nederlandse provincie Noord-Brabant. De wijk ligt ten zuidoosten van Eindhoven Centrum, binnen de ringweg. Op 1 januari 2023 telde de buurt 1.810 inwoners, verdeeld over 1.012 woningen, met een gemiddelde WOZ-waarde van € 322.000, op een oppervlakte van 0,15 km².
De buurt ligt in de wijk Oud-Stratum die bestaat uit de volgende buurten:
- Irisbuurt
- Rochusbuurt
- Elzent-Noord
- Tuindorp (Witte Dorp)
- Joriskwartier (Heistraat)
- Bloemenplein
- Looiakkers
- Elzent-Zuid

## Foto's

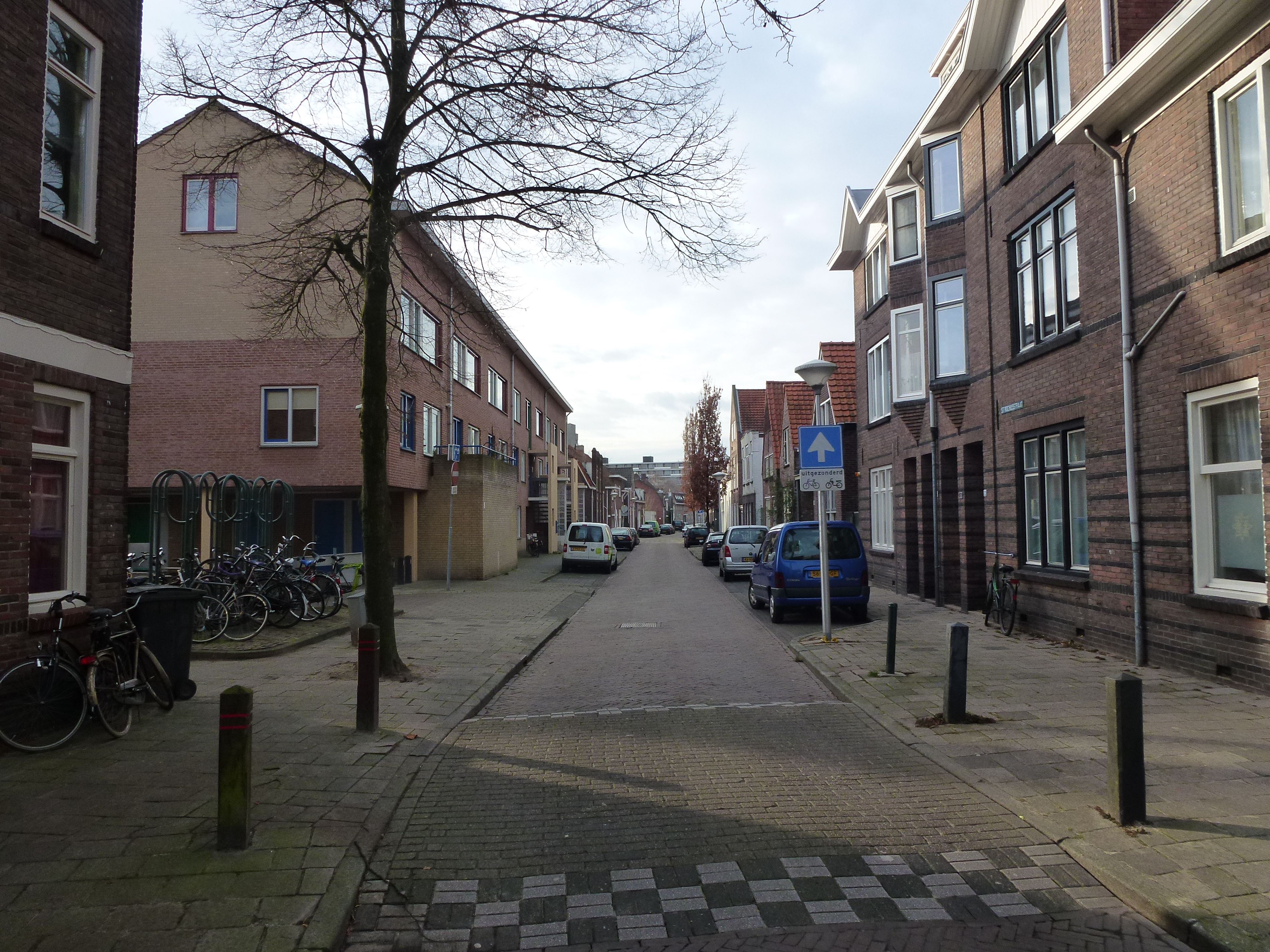
Rochusstraat
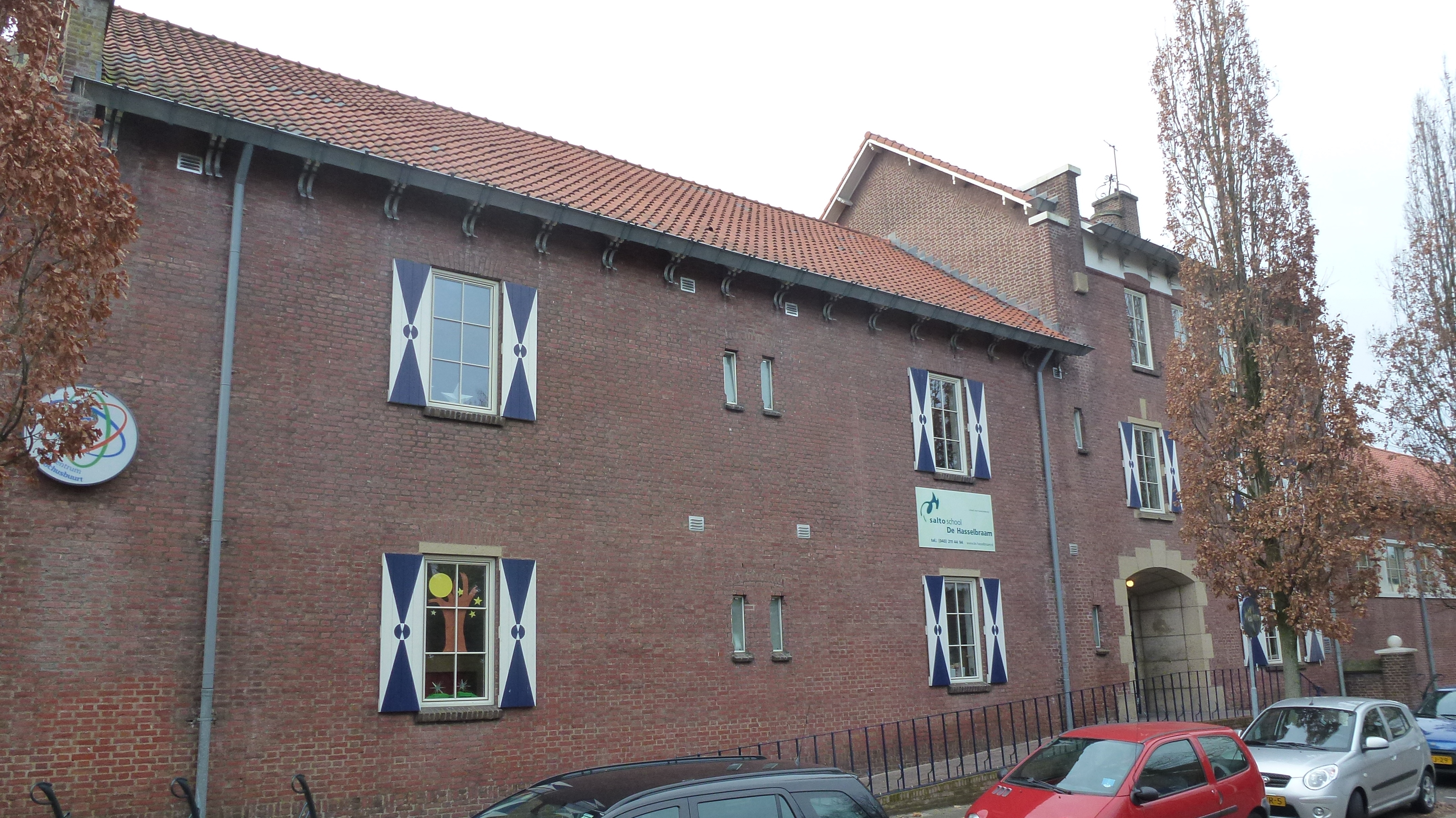
Basisschool De Hasselbraam, Tuinstraat

Centrum: Binnenstad · De Bergen · Fellenoord · Universiteitsterrein

Gestel: Oud-Gestel · Oud Kasteel · Rozenknopje

Stratum: Oud-Stratum · Kortonjo · Putten

Strijp: Oud-Strijp · Halve Maan · Meerhoven

Tongelre: Oud-Tongelre · De Laak · Doornakkers

Woensel-Noord: Ontginning · Achtse Molen · Aanschot · Dommelbeemd

Woensel-Zuid: Oud-Woensel · Erp · Begijnenbroek

Dorpen: Acht      
Buurtschappen: Bokt · 't Coll · Gennep · Heistraat · Nieuw Acht · buurt Riel/ buurtschap Riel · Sliffert · Urkhoven

Noord-Brabant: Steden en dorpen      Nederland: Provincies · Gemeenten